# 米科拉伊夫卡 (沃夫昌斯克市鎮)
50°18′8″N 37°7′18″E / 50.30222°N 37.12167°E
米科拉伊夫卡（烏克蘭語：Миколаївка），2016年前名為第二若夫特內韋（烏克蘭語：Жовтневе Друге），是位於烏克蘭東部的村莊，由哈爾科夫州丘胡伊夫区的沃夫昌斯克市鎮負責管轄。該村始建於1610年，面積3.18平方公里，海拔高度128米，2001年人口247。